# Muchas gracias, Willy Wuff
Muchas gracias, Willy Wuff ist ein deutscher Fernsehfilm von Maria Theresia Wagner aus dem Jahr 1996 der vierte Teil der Film-Reihe mit dem sprechenden Mischlingshund Willy Wuff. Der Film wurde am 7. April 1996 erstmals auf RTL ausgestrahlt.

## Handlung
Mischlingshund Willy Wuff begibt sich nach Fuerteventura, nachdem er von dort einen dringenden Notruf seines Bruders Ricky erhalten hat. Ihr gemeinsamer Bruder Rocco wird vermisst und allein kann Ricky in ihrer Hundeshow nicht auftreten. Für Willy führt diese Reise zurück zu seinen Wurzeln, denn vor vier Jahren hatte ihm und seinen Brüdern ihr menschlicher Freund Ralle das Leben gerettet. Während Willy lieber in die Welt hinaus ziehen wollte, sind seine Brüder bei Ralle geblieben. Zunächst muss Willy erst einmal für seinen Bruder einspringen, damit Ralle keinen Verdienstausfall hat. Sein neuer Chef besteht aber auf Rocco und so muss sich Willy langsam sputen den verlorenen Bruder aufzuspüren. Dazu schließt er sich mit dem kleinen Andi zusammen, der hier im Hotel mit seiner Mutter Urlaub macht, dabei aber nicht so recht glücklich ist, weil sich seine Eltern zerstritten haben. Willy will ihm helfen das zu ändern, wenn er ihm dabei hilft Rocco zu finden. Ihre erste Spur führt in die Berge und von hier aus bis ans Meer. Hier findet Willy tatsächlich seinen Bruder auf der Klippe sitzend. Das Geheimnis: Rocco hat sich verliebt, aber seine Angebetete will ihn nicht erhören. Deshalb ist er weggelaufen und hat sie bis hierher verfolgt. Willy kann ihn davon überzeugen, dass so eine eingebildete Hunde„tussie“ nicht die richtige für ihn ist. Gemeinsam kehren die beiden Brüder zu Ralle zurück, der sich sogar darüber freuen kann mit einem neuen Vertrag im Hotel mit seiner Hundeshow arbeiten zu können.
Andis Vater hat mit seinem Bemühen um Daniela allmählich Erfolg. Dabei musste er sich ständig mit einem Nebenbuhler auseinandersetzen, der seiner Frau den Hof macht. Am Ende kann er sich aber mit Willys Hilfe gegen den Mann durchsetzen. Daniela erkennt, dass Tom es wirklich ehrlich meint und sich zukünftig mehr um seine Familie kümmern wird.

## Hintergrund
Produziert wurde der Fernsehfilm von der Bavaria Film im Auftrag von RTL. Wie in den vorigen Teilen war Alf-Sprecher Tommi Piper die Stimme von Willy Wuff. Am 7. April 1996 wurde der Film erstmals von RTL im deutschen Fernsehen gezeigt.

## Kritiken
TV Spielfilm vergab eine mittlere Wertung (Daumen gerade) und schrieb recht nüchtern: „Einfach waff-waff!“